# Сербський вільний корпус
Сербський вільний корпус (нім. Serbische Freikorps), відомий просто як фрайкорі (серб. кир.: фрајкори), було добровольчим ополченням, що складалося з етнічних сербів, засноване монархією Габсбургів для боротьби з Османською імперією під час Австро-турецької війни (1787—1791). Повстання в санджаку Смедерево та дії ополчення призвели до періоду окупації Габсбургами Сербії, який тривав з 1788 по 1791 рік. Зрештою, сербський добровольчий корпус став основою для створення майбутніх воєнізованих формувань, як, наприклад, під час Першого сербського повстання.

## Історія
Сербський фройкорпус із 5000 солдатів був створений у Банаті (банатський військовий кордон), що складається з біженців, які втекли від попередніх конфліктів в Османській імперії. Корпус боровся за звільнення Сербії та об'єднання під владою Габсбургів. Головним командиром був австрійський майор Михайло Міхалевич.  Уздовж габсбурзько-османського кордону було кілька фрайкорпусів. Вільний корпус Міхалєвича, найвідоміший, діяв від Шумадії до Подрінья, а через Мораву діяв Бранічевський вільний корпус; у Хорватії Вільний корпус Св. Георгія; у Боснії їх називали Seressaner. Іншими сербськими ополченнями були міліція Козара та міліція Просар, створені в Боснії в 1788 році, що складалися з 1000 солдатів кожна.
Серед добровольців були Алекса Ненадович і Караджордже Петрович, Станко Арамбашич і видатний Радич Петрович і найвидатніший з усіх Коча Анделкович.  Православне духовенство Сербії підтримало повстання.
Ополчення Кочі швидко захопило Паланку та Баточину, напало на Крагуєвац і вийшло на Константинопольську дорогу, відрізавши османську армію від Санджаків Ніш і Санджак Відін.
Австрійці залучили Корпус у двох невдалих спробах захопити Белград наприкінці 1787 року та на початку 1788 року.

## Організація
Згідно з документом від 6 листопада 1789 р. Вільний корпус включав:
- 1 ескадрон гусар,
- 18 рот стрільців,
- і 4 роти мушкетерів,

## Одяг
Уніформа у них була подібна до прикордонної, з деякими змінами.

## Наслідки
У 1793 році австрійці заснували новий вільний корпус на кордоні для сербів і боснійців.

## Спадщина
Напередодні Першого сербського повстання нахії Ужице та Сокол створили добровольчі загони, які називалися фрайкорі, які мали завдання саботажу проти військових планів Османської імперії та їх концентрацію в цьому регіоні Сербії.

## Видатні люди
- Коча Анджелкович, капітан † 1789 рік
- Алекса Ненадович, командир † 1804 рік
- Вуча Жикич, капітан † 1808 рік
- Петр Новакович Чардаклія, капітан † 1808 рік
- Радич Петрович, капітан † 1816 рік
- Караджордже Петрович, сержант † 1817 рік